# Guillermo de Hohenau
El conde Jorge Alberto Guillermo de Hohenau (25 de abril de 1854, Palacio de Albrechtsberg, cercanías de Dresde - 28 de octubre de 1930, Bad Flinsberg) fue un general prusiano en el seno del Imperio alemán, primo del Kaiser Guillermo II.

## Biografía
Guillermo de Hohenau era el hijo del príncipe Alberto de Prusia (1809-1872) y el nieto del rey Federico Guillermo III de Prusia. Su padre, después de separarse de su esposa, la princesa Mariana de los Países Bajos, tuvo un matrimonio morganático con Rosalie von Rauch (1820-1879), hija del ministro de la guerra, el general von Rauch. Este matrimonio había provocado la exclusión del príncipe Alberto de la Casa de Hohenzollern y Rosalie von Rauch había sido elevada a condesa de Hohenau.
El conde hizo una carrera militar, hasta alcanzar el grado de teniente general. Fue ayudante de campo de su primo Guillermo II y comandante de la caballería de la guardia imperial, en el seno de la primera brigada. El conde formó parte del círculo de Liebenberg que terminó en un escándalo, sin duda provocado por los detractores del régimen, el caso Harden-Eulenburg. Fue absuelto de toda sospecha, pero tuvo que renunciar al ejército.
Debido a que su hermano menor Federico murió en 1914, Guillermo de Hohenau fue el único heredero del imponente castillo de Albrechtsberg que tuvo que vender por deudas de juego a la villa de Dresde en 1925. Vivió entonces modestamente hasta su muerte en un apartamento en Dresde. Fue enterrado al lado de su madre y su hermano en el cementerio de Weisser Hirsch, en el barrio del mismo nombre, en Dresde.

## Familia

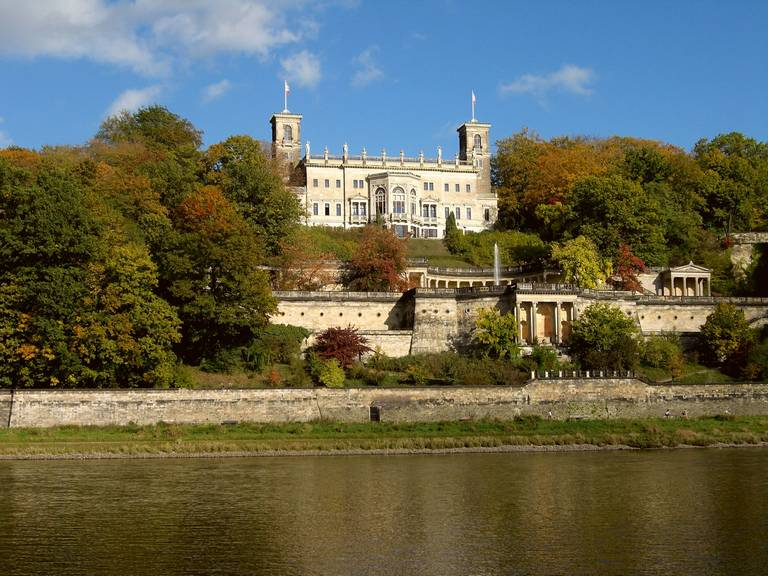
Palacio de Albrechtsberg.

El conde de Hohenau contrajo matrimonio en 1878 en primeras nupcias con la condesa Laura Saurma von und zu der Jeltsch (1857-1884), quien le dio dos hijas:
- Isabel (1879-1956), quien desposó en 1897 al conde Eberhard von Matuschka (1870-1920),
- María-Rosalía (1880-1966).

Viudo, contrajo matrimonio en 1887 en segundas nupcias con la princesa Margarita de Hohenlohe-Öhringen (1864-1940), hija del duque de Ujest, inmensamente rico. De esta unión tuvo los hijos siguientes:
- María Victoria (1889-1934), quien desposó al barón Hans Karl von Dörnberg (1875-1924),
- Federico Guillermo (1890-1918), muerto en combate.